# 格雷夫斯 (喬治亞州)
格雷夫斯（英語：Graves）是位於美國喬治亞州特勒爾縣的一個非建制地區。該地的面積和人口皆未知。

## 地理
格雷夫斯的座標為31°46′06″N 84°31′09″W / 31.76833°N 84.51917°W，而該地的平均海拔高度為110米（即361英尺）。